# Léonce Guilhaud de Lavergne
Pour les articles homonymes, voir Lavergne.
Louis Gabriel Léonce Guilhaud de Lavergne, né à Bergerac le 24 janvier 1809 et mort à Versailles le 18 janvier 1880, est un économiste, homme politique et homme de lettres français.

## Biographie

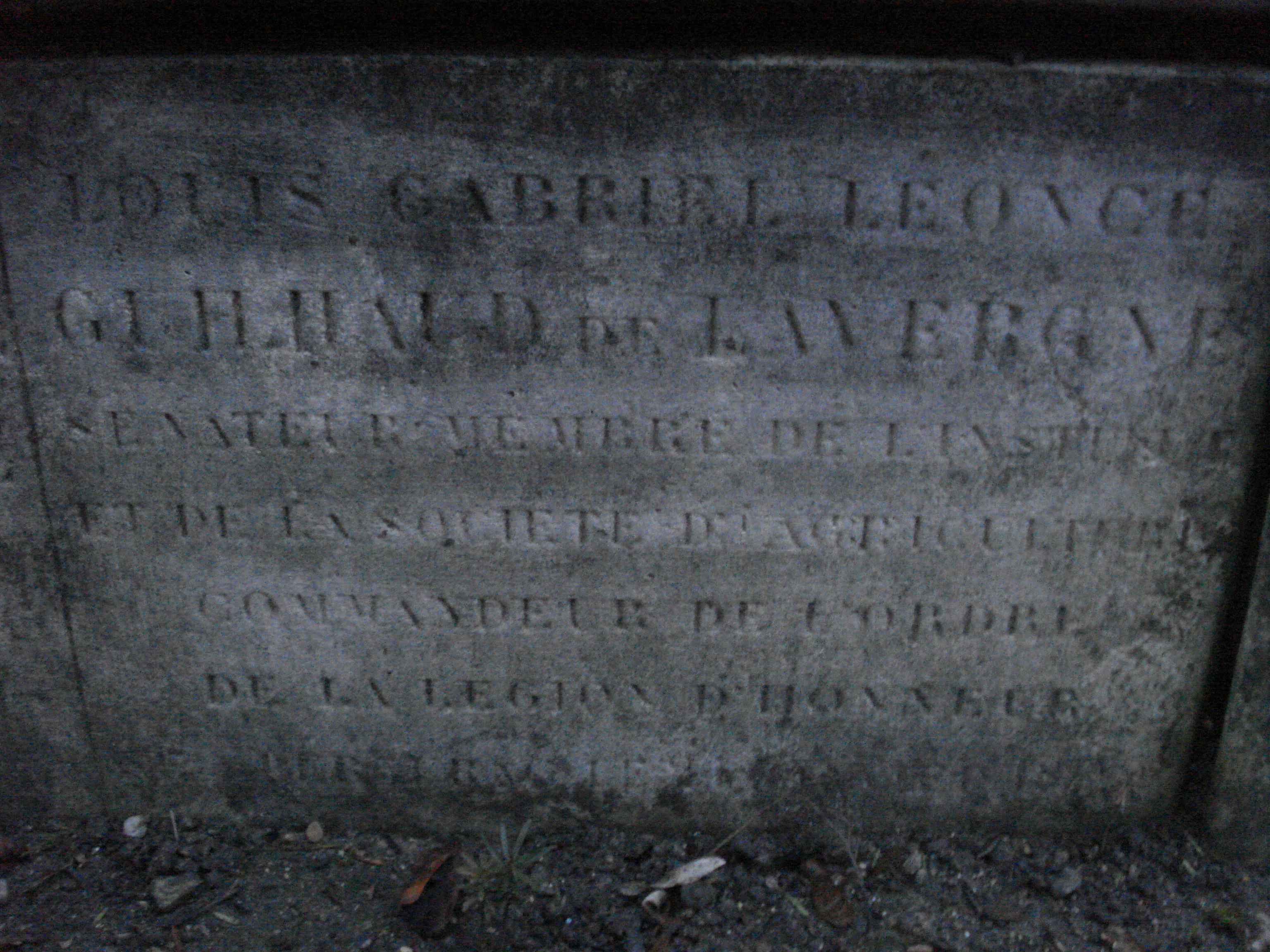
Tombe de Louis Gabriel Léonce GUILHAUD DE LAVERGNE - Cimetière de Montmartre.

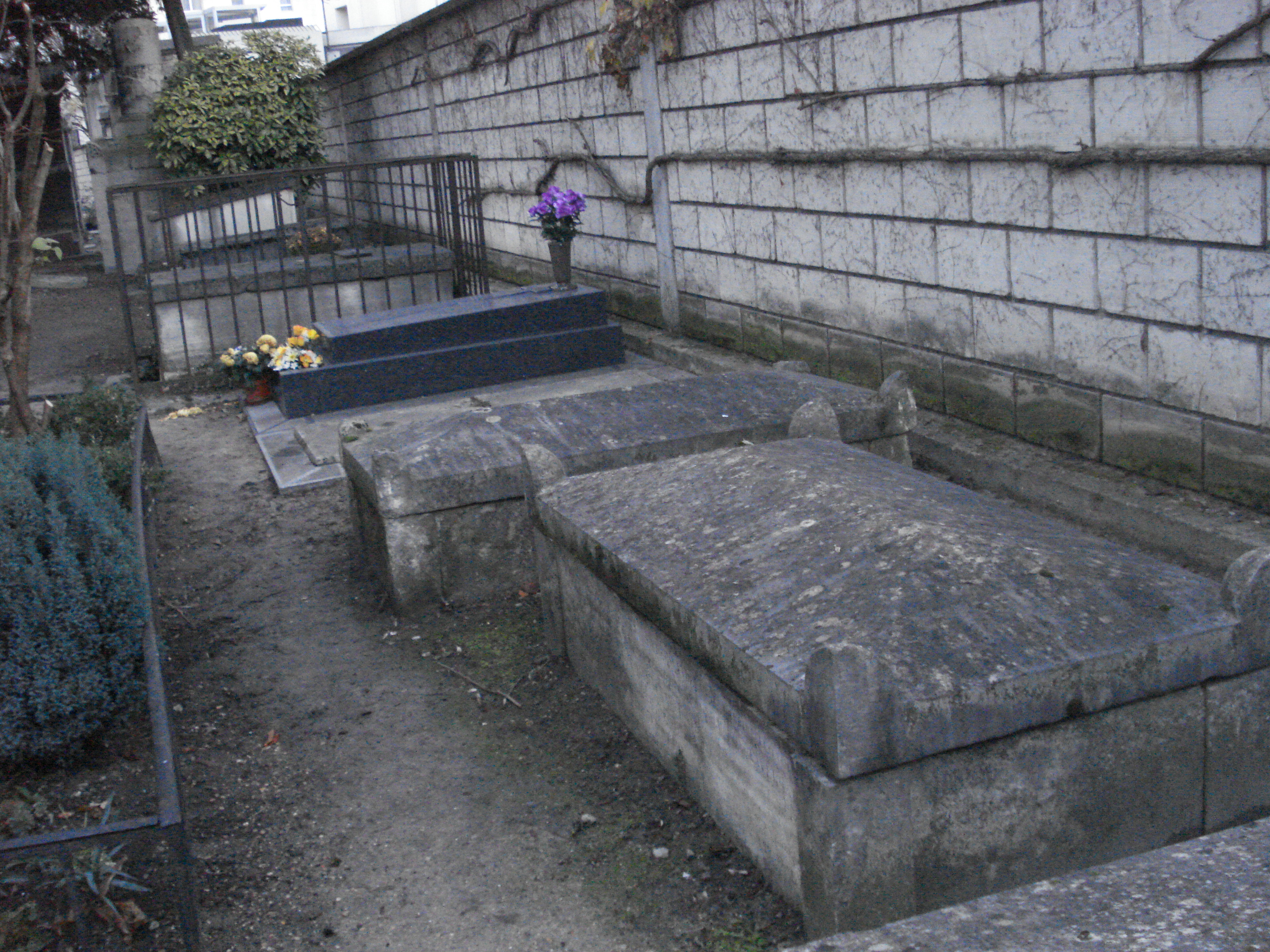
Tombe de Louis Gabriel Léonce GUILHAUD DE LAVERGNE - Cimetière de Montmartre.

### Vie professionnelle
Il entame sa carrière à Toulouse comme rédacteur de la Revue du Midi, où il publie notamment un compte rendu des Mémoires d'outre-tombe de Chateaubriand, dont il a pris connaissance lors d'une lecture privée chez Mme Récamier.
Il est rédacteur au ministère des Affaires étrangères en 1840, maître des requêtes au Conseil d'État en 1842, puis sous-directeur au ministère des Affaires étrangères de 1844 à 1848.
Il est professeur d'économie rurale à l'Institut agronomique de Versailles de 1850 à 1852. Il est élu mainteneur de l'Académie des Jeux floraux en 1832 et membre de l'Académie des sciences morales et politiques en 1855.

### Mandats
- Député du Gers de 1846 à 1848 sous la Deuxième République.
- Député de la Creuse de 1871 à 1876 sous la Troisième République.
- Sénateur inamovible de 1875 à son décès en 1880.

### "Groupe Lavergne"
Il donne son nom à un groupe de député orléaniste qui, devant l’impossibilité de ramener une monarchie accepte la République à minima. Leur but reste cependant la réinstallation ultérieure de la royauté.
Ce groupe comprenait par exemple Henri Wallon, auteur du fameux amendement.
À l'occasion des élections de 1876, ils se présentent en tant que "Constitutionnel" : ils acceptent de fait les Lois constitutionnelles de 1875, mais remettront la monarchie dès qu'un prétendant fera l'unanimité chez les différentes tendances monarchistes.

### Mort
Il est inhumé au cimetière de Montmartre, avec son épouse Jeanne-Juliette Delalande et la mère de cette dernière, Lise Guillié, sachant qu'il y a une tombe identique à côté dont les noms sont effacés.

## Principales publications

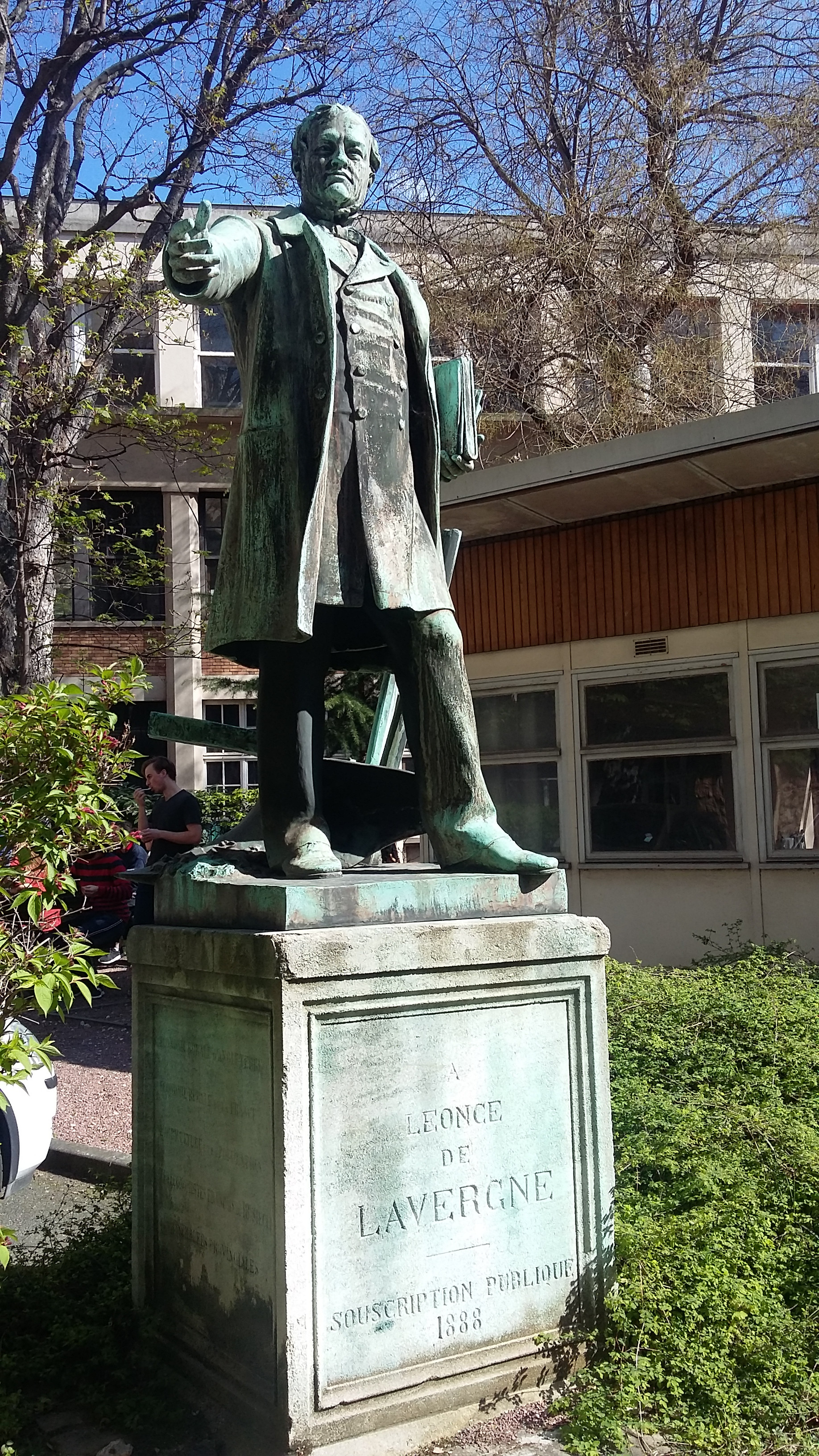
Statue de Léonce de Lavergne à AgroParistech, Paris, France

- Dictionnaire encyclopédique usuel (sous le nom de Charles Saint-Laurent, 1842)
- Essai sur l'économie rurale de l'Angleterre, de l'Écosse et de l'Irlande (1854) Texte en ligne
- L'Agriculture et la population en 1855 et 1856 (1857)
- Économie rurale de la France depuis 1789 (1860) Texte en ligne
- Les Assemblées provinciales sous Louis XVI (1864)
- 1861 - Léonce Guilhaud de Lavergne, « Les Assemblées provinciales en France avant 1789 », Revue des Deux Mondes, Paris,‎ 1861 (ISSN 0035-1962 et 0750-9278, OCLC 476419311 et 785794026, BNF 32858360, lire sur Wikisource).
- La Banque de France et les banques départementales. Suivi d'une notice historique sur la Caisse d'escompte avant 1789 (1865)
- Les Économistes français du dix-huitième siècle (1870). Réédition : Slatkine, Genève, 1995.
- Programme d'un cours d'économie et de législation rurales (s.d.)